# Nana de l'Ossa Major I
Nana de l'Ossa Major I (UMa I dSph) és una galàxia nana esferoidal que orbita la galàxia de Via Làctia. Va ser descoberta el 2005 dins la constel·lació de l'Ossa Major i és el tercera galàxia coneguda menys lluminosa.

## Descoberta
Va ser descoberta per Beth Willman, Julianne J. Dalcanton, David Martinez-Delgado, i Andrew A.West el 2005.

## Propietats
Sent una petita galàxia nana, només mesura uns milers d'anys llum de diàmetre. A partir del 2006, és la tercera galàxia menys lluminosa coneguda (descomptant possibles galàxies fosques com VIRGOHI21 al cúmul de galàxies Virgo), després de la nana del Bover (magnitud absoluta -5,7) i el nan més recent descobert l'Ursa Major II (magnitud absoluta −3,8). La magnitud absoluta de la galàxia s'estima que és només de -6,75, el que significa que és menys lluminosa que algunes estrelles, com Deneb a la Via Làctia. És comparable en lluminositat a Rigel. Ha estat descrit com similar a la galàxia nana esferoïdal del Sextant. Les dues galàxies són antigues i metàl·liques.
Hom calculava que s'hi trobava a una distància d'uns 330.000 anys llum (100 kpc) de la Terra. A aproximadament dues vegades la distància al Gran Núvol de Magalhães; la galàxia satèl·lit més gran i lluminosa de la Via Làctia

## Objectes relacionats
Hi va haver un altre objecte anomenat "Nana de l'Ossa Major", descoberta per Edwin Hubble el 1949. Va ser designada com a Palomar 4. A causa del seu aspecte peculiar, hom sospitava temporalment que fos una galàxia esferoïdal o el·líptica. Tanmateix, des de llavors s'ha trobat que és un cúmul globular molt llunyà (uns 360.000 a.l.) que pertany a la nostra galàxia.
La nana de l'Ossa Major II va ser descoberta el 2006 a la constel·lació de l'Ossa Major i també és extraordinàriament tènue.